# Преддверие влагалища

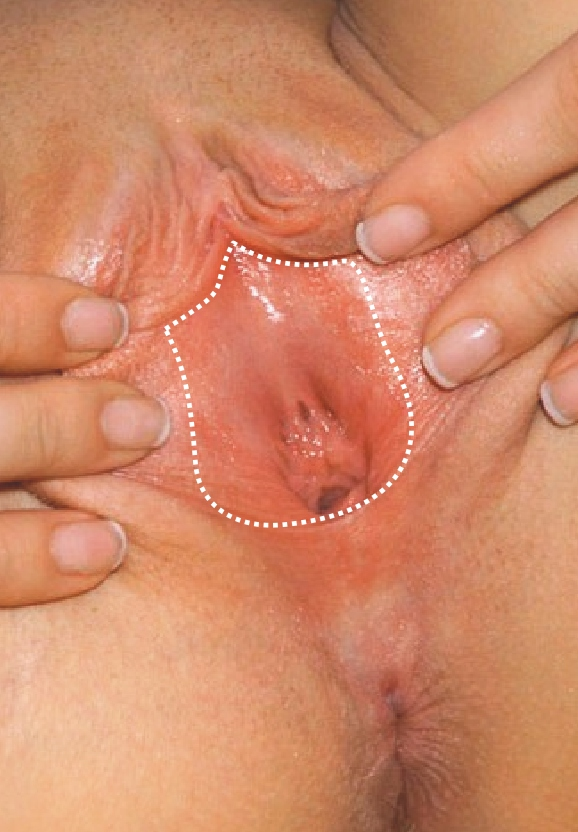
Пунктирной линией обозначены границы преддверия влагалища

Преддверие влагалища (лат. vestibulum vaginae) — часть женских наружных половых органов, представляющая собой пространство, ограниченное спереди и сверху клитором (лат. clitoris), сзади и снизу — задней спайкой больших половых губ (лат. labia majora pudendi), с боков — внутренней стороной малых половых губ (лат. labia minora pudendi). Дно преддверия составляет девственная плева (лат. hymen) или её остатки, окружающие вход во влагалище. Поверхность покрыта плоским эпителием и в норме всегда должна быть слегка влажной за счёт малых желёз преддверия (лат. glandulae vestibulares minores), расположенных по всей его поверхности, и за счёт больших желёз преддверия (лат. glandulae vestibulares majores) (бартолиновых желёз).
В преддверии располагается отверстие мочеиспускательного канала (лат. ostium urethrae externum), находящееся к низу от клитора, выводные протоки больших желёз преддверия (бартолиновых желёз) и некоторых других желёз.